# Valentino Miserachs Grau
Valentino Miserachs Grau (San Martín Sasgayolas, Barcelona, 1943) je španělský kněz katalánského původu, sbormistr a hudební skladatel, emeritní regenschori Baziliky Panny Marie Sněžné v Římě a děkan Papežského institutu duchovní hudby v letech 1995 až 2012. Za svou práci získal řadu ocenění včetně francouzského řádu čestné legie.